# Lisa Eilbacher
Lisa Eilbacher, née le 5 mai 1956 à Dhahran (Arabie saoudite) est une actrice américaine.
Elle est connue pour ses rôles dans les films des années 1980.

## Biographie
Fille d’un dirigeant de compagnie pétrolière américaine, elle a été élevée en France. Ses deux frères et sœurs sont également des comédiens : sa sœur Cindy est surtout connue pour avoir représenté la fille de Jerry Van Dyke dans la série Une mère pas comme les autres, et son frère Bobby a joué Mike Horton dans le soap opera Des jours et des vies.

### Carrière
Lisa Marie Eilbacher commence devant les caméras dès son plus jeune âge, apparaissant dans des émissions comme Mes trois fils (My Three Sons) et Gunsmoke. Plus tard, elle évolue vers des rôles plus adultes.
Elle est surtout connue pour ses rôles dans deux films datant des années 1980 : Officier et Gentleman et Le Flic de Beverly Hills. Dans Officier et Gentleman, elle joue le rôle de l’officier de l’aviation de la Marine candidat Casey Seeger, une femme populaire et charmante qui a presque échoué dans le programme en raison de son incapacité à terminer le parcours d’obstacles. Cependant, elle a persévéré et obtenu son diplôme. Culturiste amateur dans la vraie vie, Eilbacher a dit que l’aspect le plus dur de ce rôle était de « prétendre » être hors forme. Dans Le Flic de Beverly Hills, elle joue Jenny Summers, une amie d’enfance du personnage joué par Eddie Murphy qui l’a aidé à résoudre l'enquête sur le meurtre d’un ami commun.

## Filmographie

### Film
- 1972 La Guerre entre les hommes et les femmes, Caroline Kozlenko
- 1977 L'Homme araignée, Judy Tyler
- 1977 Course pour les Roses, Carol
- 1981 Sur la bonne voie, Jill Klein
- 1982 Officier et Gentleman, Casey Seeger
- 1983 Le Justicier de minuit, Laurie Kessler
- 1984 Le Flic de Beverly Hills, Jeannette 'Jenny' Summers
- 1988 Intention meurtrière, Laura Keaton Vidéo
- 1988 Never Say Die, Melissa Jones
- 1989 Leviathan, Bridget Bowman
- 1991 Le Dernier Samouraï, Susan
- 1992 Explosion immédiate, Terry O’Neill

### Télévision
- 1969 Mes trois fils, Bunny, épisode : Teacher’s Pet
- 1971 Opération danger, Bridget Jordan, épisode : The Posse That Would Not Quit
- 1972 Bonanza, Eloise, épisode : Premier amour
- 1973 La Famille des collines, Jeanette : Le Feu
- 1973 The Brady Bunch, Vicki, épisode : The Subject Was Noses
- 1973 Owen Marshall : Conseiller juridique, Jeannie Holden, Épisode : Le Pool House
- 1973 Gunsmoke, Melody, épisode : Kimbro
- 1974 Happy Days, Betty Wilkens, Épisode : Le citron
- 1974 The Texas Wheelers, Sally, épisode : Wailin' Wheeler Is Dead
- 1974 Façon d’Apple, Gloria, épisode : Le Premier Amour
- 1974 Bad Ronald, Ellen Wood, TV film
- 1974 Shazam!, Cathy Moore, Épisode : The Doom Buggy
- 1975 L'aventure est au bout de la route, Cathy, épisode : Glissement de terrain
- 1975 Gunsmoke, Lailee, épisode : Les Sharecroppers
- 1975 Caribe, Cindee, épisode : Les Patriotes
- 1976 Panache, Lisa, TV film
- 1976 Les Rues de San Francisco, Gail Dobbs, épisode : Mort ou vivant
- 1977 The Hardy Boys/Nancy Drew Mysteries, Callie Shaw, Rôle récurrent (7 épisodes)
- 1977 L’incroyable Spider-Man, Judy Tyler, épisode : Pilote
- 1977 L'Âge de cristal, Lisa, épisode : La fille du temps
- 1977 L'Homme de l'Atlantide, Juliet ,épisode : Le Montague nu
- 1978 Hawaï police d'État, Elaine Sebastian, épisode : Tall on the Wave
- 1978 Roues, Jody Horton, TV mini-série
- 1979 L’Épreuve de Patty Hearst, Patty Hearst, TV film
- 1979 Amour à louer, Lynn Martin, TV film
- 1980 Pour courir le vent, Kit, TV film
- 1981 : La Maison maudite (This House Possessed) : Sheila (téléfilm)
- 1982 Simon et Simon, Stacey Wheeler / Maggie & Sharon Dameron, épisodes : Earth to Stacey, Sometimes Dreams Come True
- 1983 Le Souffle de la guerre, Madeline Henry, TV miniseries
- 1983 Ryan's four, Sorenson, épisode; Ryan quatre
- 1985 Me and Mom, Kate Morgan, rôle principal (6 épisodes)
- 1986 La Cinquième Dimension, Andie Fields, épisode : Nightsong
- 1986 : Monte Carlo, Maggie
- 1987 Duperie mortelle, Anne, TV film
- 1989 Chasse à l’homme : À la recherche du film télévisé, Anne Clark
- 1990 Joshua Heart, Kit, TV film
- 1990-1991Jack Killian, l'homme au micro, Nicky Molloy, Rôle régulier (19 épisodes)
- 1992 Blind Man’s Bluff, Carolyn, TV film
- 1992 Mariage mortel, Nina Sloane, TV film
- 1995 Le Retour de Hunter, Sally Vogel, TV film
- 1995 Dazzle, Fernanda Kulkullen, TV film
- 1996 919 Fifth Avenue, Janet Van Degen, TV film